# John Clauser
John Francis Clauser (Pasadena, 1 december 1942) is een Amerikaanse fysicus, gespecialiseerd in de experimentele en theoretische natuurkunde. Hij is bekend om zijn bijdragen aan het onderzoek naar kwantummechanica, in het bijzonder op het gebied van kwantumverstrengeling. In 2022 ontving hij samen met collega-natuurkundigen Alain Aspect en Anton Zeilinger de Nobelprijs voor de natuurkunde, "voor experimenten met verstrengelde fotonen, het vaststellen van de schending van Bell-ongelijkheid en baanbrekend werk op het gebied van kwantuminformatica".

## Biografie
John Clauser behaalde in 1964 zijn bachelor in de natuurkunde aan het California Institute of Technology, in zijn geboorteplaats Pasadena. Hij vervolgde zijn studie aan de andere kant van het land, aan de Columbia-universiteit in New York. Hier behaalde hij in 1966 zijn master en in 1969 promoveerde hij eveneens aan deze universiteit tot doctor.
Hierna keerde Clauser terug naar zijn geboortestaat Californië, waar hij tussen 1969 en 1996 werkte bij het Lawrence Berkeley National Laboratory, Lawrence Livermore National Laboratory en de Universiteit van Californië - Berkeley.
Nadat in 1964 de stelling van Bell voor een revolutie had gezorgd binnen de kwantumwetenschap, bouwde Clauser hier in 1969 samen met Michael Horne, Abner Shimony en Richard Holt op voort, door nog meer ongelijkheden te beschrijven die eenvoudiger experimenteel te toetsen zijn (CHSH-ongelijkheid, vernoemd naar de eerste letters van de achternamen van de genoemde wetenschappers).
In 1972 voerde hij in samenwerking met Stuart Freedman de eerste experimentele test van de voorspelling van de CHSH-ongelijkheid uit. Dit was 's werelds eerste waarneming van niet-lokale kwantumverstrengeling en de eerste experimentele waarneming van een schending van een Bell-ongelijkheid. In 2022 leverde dit experiment hem de Nobelprijs voor de natuurkunde op.